# Mount Achilles (berg i Östantarktis)
Mount Achilles är ett berg i Antarktis. Det ligger i Östantarktis. Nya Zeeland gör anspråk på området. Toppen på Mount Achilles är 2 880 meter över havet, eller 703 meter över den omgivande terrängen. Bredden vid basen är 16,3 km.
Terrängen runt Mount Achilles är huvudsakligen kuperad, men åt nordost är den bergig. Trakten är obefolkad. Det finns inga samhällen i närheten. 